# George Jackson (songwriter)
George Jackson (Indianola, 12 maart 1945 – Ridgeland, 14 april 2013) was een Amerikaans zanger in het genre southern soul en songwriter in de muziekstijlen soul, rock en rhythm & blues.

## Biografie
Jackson was nog een tiener toen hij zijn eerste liedjes schreef. Ike Turner nam hem in 1963 mee naar de succesvolle studio van Cosimo Matassa in New Orleans, hij was toen ongeveer achttien jaar oud. Hier werden zijn eerste liedjes opgenomen. Ook nam hij in die jaren zijn eerste singles op.
Hij schreef in de jaren zestig ook samen met Dan Greer voor Goldwax Records in Memphis. Met betrekking tot die tijd werd in 2015 nog een album samengesteld met werk dat ze daar schreven, getiteld George Jackson and Dan Greer at Goldwax. Ook vormde hij met hem het duo Jackson & Greer.
Vervolgens vertrok hij naar de muziekstad Muscle Shoals. Hij schreef eerst bij de Fame Studios en later bij de concurrent Muscle Shoals Sound Studios. Bij deze twee studio's behaalde hij als songwriter zijn eerste successen. De laatste studio werd opgekocht door Malaco Records die Jackson vervolgens contracteerde als vaste songwriter.
In 1970 hadden The Osmonds een nummer 1-hit met zijn pennenvrucht One bad apple. Ook had Bob Seger in 1979 een hit met een lied dat hij schreef, samen met Thomas Jones III, namelijk Old time rock and roll dat in de top 40 belandde. Dit lied werd later ook in veel films en televisieshows gebruikt. Daarnaast waren er tal van andere bekende artiesten die zijn werk op de plaat zetten, zoals Z. Z. Hill, Ike & Tina Turner, James Brown, Clarence Carter en Wilson Pickett. Al met al schreef hij honderden liedjes in de stijlen soul, rock en rhythm & blues.
Hij bracht zelf weliswar een groot aantal singles uit. Maar terwijl veel andere artiesten hits hadden met zijn werk, behaalde alleen zijn single That's how much you mean to me (1970) een hitnotering, namelijk op nr. 48 van de Billboard Hot R&B.

## Discografie
Hieronder volgt een selectie van werk dat hij zelf uitbracht.

### Albums
- 1991: Heart to heart collect
- 2002: George Jackson in Muscle Shoals
- 2006: What would your mama say
- 2009: In Memphis 1972-77
- 2010: All because of your love
- 2011: Don't count me out: The Fame recordings (Volume 1)
- 2012: Let the best man win: The Fame recordings (Volume 2)
- 2013: Old friend: The Fame recordings (Volume 3)
- 2013: George Jackson and Dan Greer at Goldwax

### Singles
- 1965: Blinkity blink
- 1965: Rufus come and get your dog
- 1967: I'm gonna wait
- 1968: I just got to have you
- 1969: Find 'em, fool 'em and forget 'em
- 1969: My desires are getting the best of me
- 1970: That's how much you mean to me, nr. 48 in de Billboard Hot R&B
- 1971: I found what I wanted
- 1972: Aretha, sing one for me
- 1973: Let them know you care
- 1973: We've only just begun
- 1974: How can I get next to you?
- 1974: Smoking and drinking
- 1974: How can I get next to you? (7", promo)
- 1975: Things are getting better
- 1976: Talking about the love I have for you
- 1979: Fast young lady
- 1984: Times are tough
- 1985: Sam, we'll never forget you, met Louis Williams
- 2008: The hytones
- 2012: Victim of a foolish heart
- ?: Struggling lady

- Bibliothèque nationale de France: cb13998347d (data)
- Gemeinsame Normdatei: 1218565187
- International Standard Name Identifier: 0000 0004 5501 8275
- Library of Congress Control Number: no2019009911
- MusicBrainz: d09d86d8-8db3-4e18-8246-99e4925c4b09
- Nationale Bibliotheek van Tsjechië: xx0172710
- Virtual International Authority File: 19876328
- WorldCat: E39PBJwD4jf77hVJJwtdxPHV4q